# Love Bullet
Love Bullet (ラブ・バレット Rabu Baretto?) (estilizado como LOVE-BULLET) es una serie manga japonesa escrita e ilustrada por inee. Empezó su serialización en la revista Gekkan Comic Flapper de Media Factory en octubre de 2023. A septiembre de 2024, cuenta con un volumen publicado. Sigue la historia de Koharu, una adolescente que renace como Cupido, un ser inmortal cuyo trabajo es ayudar a seres humanos a enamorarse. Si completa misiones y reúne el karma suficiente, Koharu tendrá la oportunidad de volver a la vida.

## Trama
Los Cupidos son seres inmortales con alas, parecidos a ángeles, cuyo objetivo principal es ayudar a los humanos a enamorarse. Son seres humanos que han muerto sin experimentar jamás el amor. Aunque los Cupidos del pasado usaban arcos y flechas, de forma similar a la mitología romana, los Cupido actuales utilizan armas modernas como pistolas y granadas.
Koharu Sakurada es una Cupido de 15 años que murió en un accidente hace cinco años. Junto a Kanna, su mentora, y Chiyo y Ena, sus compañeras Cupido, disparan a personas que ven como parejas potenciales para hacer que se enamoren. Completar esta tarea les otorga puntos de karma a los Cupido y si ganan suficiente karma tendrán la oportunidad de volver a la vida.

## Personajes

### Cupidos
Koharu Sakurada (桜田 心陽 Sakurada Koharu?)
Koharu es la protagonista. Es una joven de 15 años famosa por sus habilidades emparejando a gente, aunque ella nunca se ha enamorado. Tras salvar a su mejor amiga de un accidente en unas obras, se le cae encima  una barra de metal y fallece. Cinco años después, la Diosa del Amor le ofrece a Koharu una segunda oportunidad en la vida transformándola en una Cupido. Con la ayuda de otras tres Cupido, Koharu aprende a elegir parejas adecuadas para los humanos.
Kanna (カンナ?)
Kanna es la mentora principal de Koharu y quien le da la bienvenida a su nueva vida de Cupido. Aunque es muy relajada, enseña y protege a Koharu tan bien como puede.
Ena (エナ?)
Ena es una Cupido centrada y lógica que ayuda a Koharu a aprender a hacer buenos emparejamientos.
Chiyo (チヨ?)
Chiyo es una Cupido combativa y enérgica que disfruta completando misiones más que emparejando a gente. A menudo reta a sus compañeras a duelos.

### Humanos
Aki Tamaki (珠城 秋 Tamaki Aki?)
Aki es la mejor amiga de Koharu del instituto. Le confiesa sus sentimientos a Koharu, pero el momento se ve interrumpido cuando se les cae encima una barra de metal de unas obras. Koharu la empuja, apartándola y salvando su vida. Tamaki continua con sus sentimientos hacia Koharu durante cinco años, hasta que Koharu, ahora convertida en Cupido, le ayuda a encontrar una nueva pareja.

## Publicación
Love Bullet es escrita e ilustrada por inee, y comenzó a serializarse en la revista Gekkan Comic Flapper de Media Factory el 5 de octubre de 2023. En julio de 2024 se recopiló en un solo tankōbon.
| Volumen | ISBN Original          | Fecha de publicación en Japón |
| ------- | ---------------------- | ----------------------------- |
| 01      | ISBN 978-4-04-683627-4 | 22 de julio de 2024           |

## Recepción
El 17 de septiembre de 2024, la autora de Love Bullet publicó un cómic en Twitter explicando que las ventas del Volumen 1 eran bajas, lo que implicaba que la serie estaba bajo posibilidad de cancelación. Tras este anuncio, el volumen 1 se agotó en varias tiendas, entre ellas Manga Republicy CDJapan.